# Heckrotor-Konfiguration

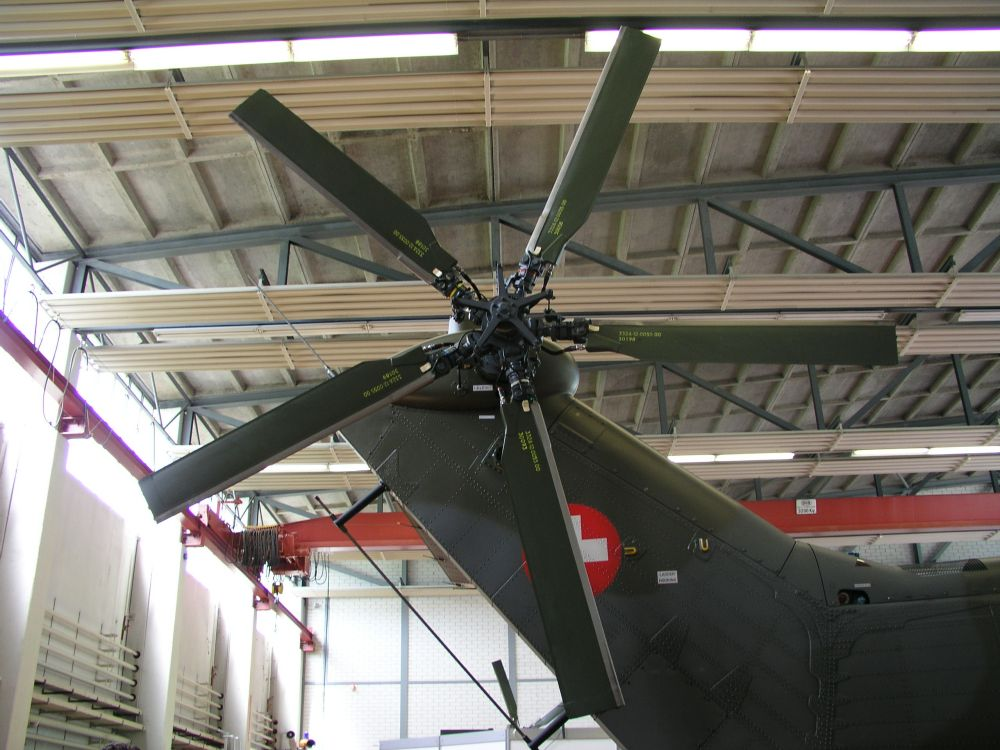
Heckrotor eines Hubschraubers, mittig die Anlenkung der Blattverstellung

Die Heckrotor-Konfiguration ist eine verbreitete Bauweise bei Hubschraubern. Damit der Hauptrotor einen Auftrieb erzeugen kann, muss dieser durch einen Motor oder eine Turbine in eine schnelle Drehung versetzt werden. Dieser am Rumpf befestigte Antrieb erzeugt aufgrund der Erhaltung des Drehimpulses ein Drehmoment in die entgegengesetzte Richtung. Der Heckrotor soll dieses Drehmoment durch einen Gegenschub ausgleichen. Die Idee, horizontalen Schub gegen die Rotorbewegung einzusetzen, um das Fluggerät zu stabilisieren, stammt ursprünglich von Étienne Œhmichen und war ein Ergebnis intensiver Naturbeobachtungen. Allerdings konstruierten bereits 1874 die Gebrüder Fritz und Wilhelm Achenbach das Prinzip mit Haupt- und Heckrotor.
Die Heckrotor-Konfiguration wurde von Igor Sikorski einsatzreif entwickelt und am Sikorsky VS-300 im Jahre 1939 erstmals erfolgreich demonstriert. Wegen der geringeren Entwicklungs-, Bau- und Wartungskosten gegenüber Doppelrotoren (Tandem-Konfiguration, Koaxialrotor oder Flettner-Doppelrotor) wird diese Bauweise bis heute bei der Mehrzahl der Helikopter eingesetzt.

## Funktionen des Heckrotors

Funktionsprinzip des Heckrotors

Kompensation der Drift durch Rollen

Der Antrieb des Hauptrotors erzeugt in Abhängigkeit vom Anstellwinkel der Rotorblätter ein gegen die Drehrichtung des Hauptrotors wirkendes Drehmoment auf den Rumpf eines Hubschraubers. Von dem an einem Heckausleger außerhalb des Rotorkreises angebrachten Heckrotor wird ein horizontaler Schub erzeugt, um der Drehung des Rumpfes um die Hochachse (Gierachse) entgegenzuwirken (siehe Prinzipskizze links). Dieser Schub ist nicht konstant, sondern muss vom Piloten bei jeder Änderung des Drehmomentes (anderer Anstellwinkel der Rotorblätter, geänderte Antriebsleistung) angepasst werden.:56
Heckrotoren haben je nach Leistungsbedarf zwei bis sechs Rotorblätter, wobei teils auch eine X-förmige Anordnung eingesetzt wird (z. B. Mil Mi-28). Mehr als 60 % der Geräuschentwicklung eines Hubschraubers werden vom Heckrotor erzeugt. Um diese zu senken und die Verletzungsgefahr durch die sich drehenden Heckrotorblätter zu verringern, werden auch gekapselte Heckrotoren, sogenannte Fenestrons, eingesetzt. Hier sind die bis zu 18 Blätter teils asymmetrisch angeordnet, um Lärmspitzen weiter zu reduzieren.
Der horizontale Schub, der gegen das Drehmoment des Hauptrotors wirkt, erzeugt unabhängig von der Bauart des Heckrotors eine seitlich auf den Rumpf wirkende Kraft, die Drift genannt wird. Diese Drift ist beim Start und der Landung, insbesondere aber im Schwebeflug, vom Piloten durch eine gegengerichtete Roll-Bewegung auszugleichen (siehe Prinzipskizze rechts).:57 Bei einigen Hubschraubermodellen mit automatischer Schwebeflug-Stabilisierungsanlage (Hover-Automatik) wie dem russischen Mil Mi-26 erfolgt dies automatisch.
Neben dem Drehmomentausgleich dient der Heckrotor auch zur Steuerung des Hubschraubers um die Hochachse, also der rechts/links-Drehung. Der Pilot bedient den Heckrotor über die Pedale am Cockpitboden. Die Steuerbefehle werden in der Regel von den Pedalen über ein Gestänge an eine Schiebehülse oder Schiebestange weitergegeben, die den kollektiven Einstellwinkel der Rotorblätter ändert. Nach gleichem Prinzip erfolgt die kollektive Steuerung des Hauptrotors über die Taumelscheibe. Der Heckrotor beansprucht bis zu 20 % der Motorleistung eines Hubschraubers.
Im Vorwärtsflug unterstützen oder übernehmen bei vielen Hubschraubermodellen aerodynamische Steuerflächen – etwa ein Seitenleitwerk am Heckausleger – mit zunehmender Geschwindigkeit die Stabilisierung um die Hochachse. Bei einigen Hubschraubern ist der Heckrotor wiederum etwas nach unten gerichtet, um dem Gewicht des Heckauslegers durch den nach schräg unten gerichteten Luftstrom entgegenzuwirken; beim Sikorsky UH-60 etwa beträgt dieser Winkel 20 Grad.